# Laura Rizzotto
Laura de Carvalho Rizzotto (en letón: Laura di Karvaļu Rizoto; Río de Janeiro, 18 de julio de 1994) es una cantante letona-brasileña, compositora, pianista y guitarrista. Publicó su primer álbum de estudio Made in Rio en 2011 con la discográfica Universal Music Brasil, que incluía su sencillo «Friend in me». En 2014, independientemente publicó su segundo álbum de estudio Reason to Stay, y también independientemente la grabación extendida de RUBY en 2017.
Representó a Letonia en el Festival de la Canción de Eurovisión 2018 en Lisboa, Portugal, con la canción «Funny Girl».

## Primeros años y educación
Tiene un hermano llamado Lucas y su padre tiene la doble ciudadanía en Letonia y Brasil, dado que la madre de este nació en Liepāja y creció en Riga. Su madre es brasileña de ascendencia portuguesa. Su familia se mudó a los Estados Unidos en 2005, y se establecieron en Edina, Minnesota. Pasó su niñez entre Río de Janeiro y los Estados Unidos. Tras el instituto, comenzó a asistir al Berklee College of Music de Boston. En 2013, Rizzotto se mudó a Los Ángeles para estudiar en el Instituto de las artes de California, donde se graduó en artes musicales. Después, se trasladó a Nueva York y realizó un máster en música por la Universidad de Columbia en 2017.

## Carrera

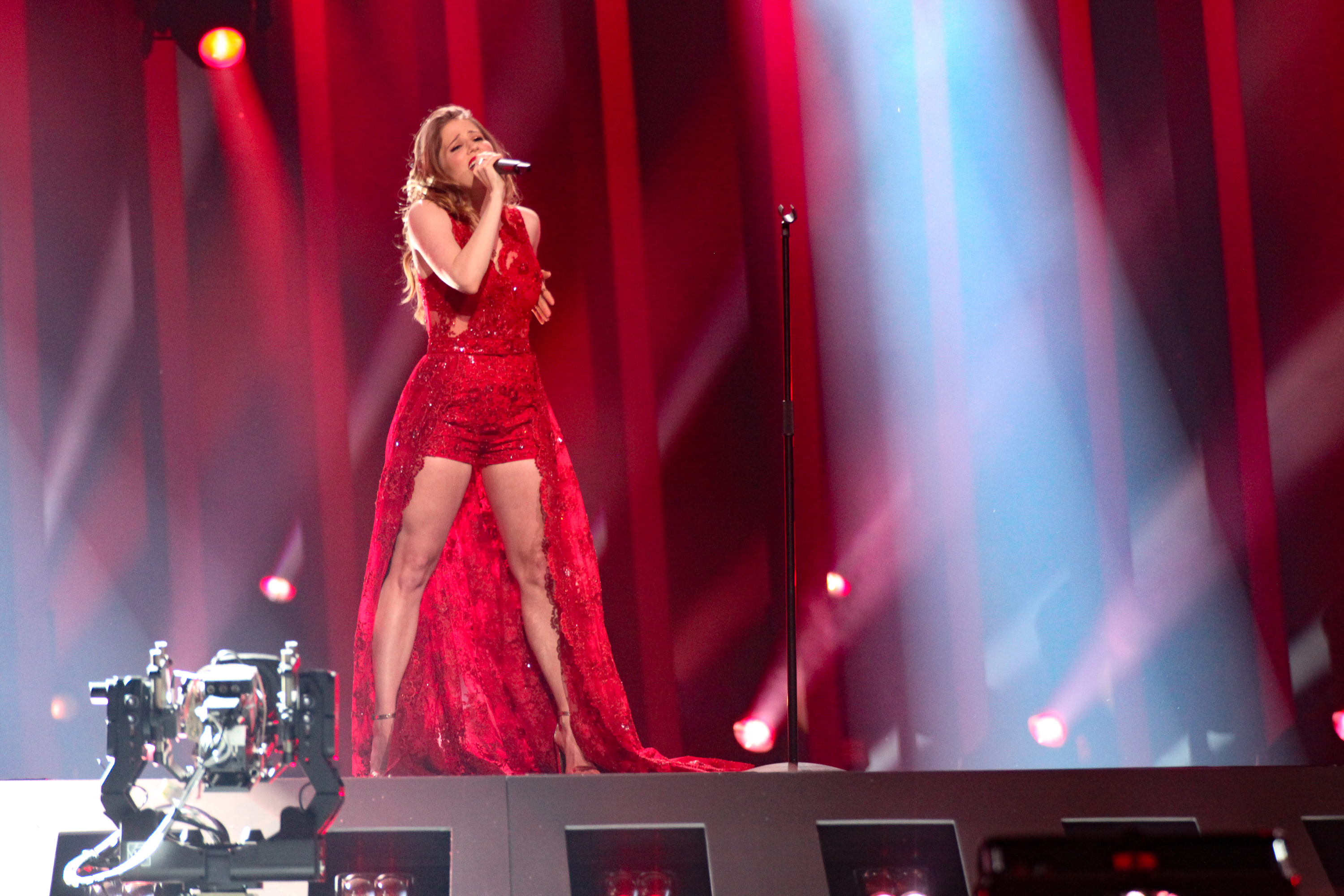
Laura Rizzotto, representante de Letonia, durante un ensayo en las semifinales del Festival de Eurovisión de 2018 en Lisboa

Rizzotto Empezó su carrera profesional de música en 2009 y firmado con Universal Music Brazil al año siguiente. Tras esto lanzó su primer álbum de estudio Made in Rio en 2011, que produjo junto a Eumir Deodato. En 2012, Rizzotto actuó como telonera de Demi Lovato durante sus conciertos en Brasil A Special Night with Demi Lovato. En 2014, lanzó de manera independiente su segundo álbum de estudio Reason to Stay. De 2016 a 2017, trabajó como el profesora de lengua portuguesa para Jennifer Lopez después de ser contratada por Sony Música. En 2017, Rizzotto publicó independientemente RUBY, el primer sencillo de una serie llamada Precious Stones. El segundo sencillo ÁMBAR será lanzado en 2018 como tributo a sus raíces letonas.
En diciembre de 2017, Rizzotto fue anunciada como una de las participantes en Supernova 2018, el concurso de selección nacional letón para el Festival de la Canción de Eurovisión 2018, en Lisboa, Portugal, con la canción "Funny Girl". Rizzotto compitió en la tercera semifinal el 17 de febrero de 2018, y se convirtió en una de los dos clasificados para pasar a la final del 24 de febrero. El 24 de febrero, fue escogida como el ganadora de la competición.

## Discografía

### Álbumes de estudio
| Título         | Detalles de álbum                                                                                       | Mejor puesto en rankings |
| Título         | Detalles de álbum                                                                                       | BRA                      |
| -------------- | --- | ------------------------ |
| Made in Rio    | - Lanzamiento: 15 de agosto de 2011 - Firma: Brasil de Música Universal - Formato: CD, descarga digital | —                        |
| Reason to Stay | - Lanzamiento: 16 de enero de 2014 - Firma: Independiente - Formato: CD, descarga digital               | —                        |

### EP
| Título | Detalles del EP                                                                  | Mejor puesto en rankings |
| Título | Detalles del EP                                                                  | BRA                      |
| ------ | -------------------------------------------------------------------------------- | ------------------------ |
| RUBY   | - Lanzamiento: 30 de octubre de 2017 - Firma: Independiente - Formato: Streaming | —                        |

### Singles
| Título                         | Año  | Mejor puesto en rankings | Álbum               |
| Título                         | Año  | BRA                      | Álbum               |
| ------------------------------ | ---- | ------------------------ | ------------------- |
| "Friend in me"                 | 2011 | —                        | Hecho en Rio        |
| "Reason to Stay"               | 2014 | —                        | Razón para Quedarse |
| "Teardrops"                    | 2014 | —                        | Razón para Quedarse |
| "Love It (The World Cup Song)" | 2014 | —                        |                     |
| "The High"                     | 2017 | —                        | RUBY                |
| "Cherry on Top"                | 2017 | —                        | RUBY                |
| "Red Flags"                    | 2017 | —                        | RUBY                |
| "Funny Girl"                   | 2017 | —                        | AMBER               |